# 余姚日报
《余姚日报》是中华人民共和国浙江省余姚市的一份报纸，该报也是余姚市委员会的机关报，创刊于1956年5月1日，始称《余姚报》。1958年5月改为余姚日报。1961年，中国县市级报纸按中央指示一律停办。2月15日，余姚日报停刊。1989年7月1日复刊，再次稱為余姚报。1996年1月1日，再次改名余姚日报。2002年改為每日出版。
2003年7月15日，中共中央办公厅及国务院办公厅发布关于报刊治理整顿的决定，其中规定影响较大、拥有一定规模的县市报可以由地市级党报有偿兼并，《余姚日报》因此于2003年12月30日加盟宁波日报报业集团，改由宁波日报报业集团主管。